# Ayako Okamoto
Pour les articles homonymes, voir Okamoto.
Ayako Okamoto (岡本 綾子, Okamoto Ayako, née le 2 avril 1951 à Hiroshima) est une ancienne golfeuse japonaise. Elle a remporté 62 tournois au cours de sa carrière dont 17 sur le LPGA Tour.